# گرینبرایر (آلاباما)
گرینبرایر (به انگلیسی: Greenbrier) یک منطقهٔ مسکونی در ایالات متحده آمریکا است که در آلاباما واقع شده‌است. گرینبرایر ۱۸۵٫۹۳ متر بالاتر از سطح دریا واقع شده‌است.